# Patriarchát lisabonský
Patriarchát lisabonský (latinsky Patriarchatus Lisbonensis sive Ulixbonensis, portugalsky Patriarcado de Lisboa) je patriarchát římskokatolické církve se sídlem v portugalském hlavním městě Lisabon. Jeho katedrálním chrámem je katedrála Panny Marie Větší.

## Církevní provincie
Patriarchát je sídlem církevní provincie, která je tvořena následujícími diecézemi:
- Patriarchát lisabonský se sufragánními diecézemi:
  - Diecéze Guarda
  - Diecéze Funchal
  - Diecéze Angra
  - Diecéze Portalegre-Castelo Branco
  - Diecéze Leiria-Fátima
  - Diecéze Santarém
  - Diecéze Setúbal.

## Stručná historie
Diecéze vznikla v Lisabonu ve 4. století. V důsledku muslimské invaze byla od roku 716 vakantní, až po reconquistě v roce 1147 byla obnovena (jako sufragánní diecéze podřízená metropolitní arcidiecézi v Santiagu de Compostela). Dne 10. listopadu 1394 byla povýšena na metropolitní arcidiecézi a 7. listopadu 1716 byla rozdělena na dvě, východní lisabonskou a západní lisabonskou, přičemž západní lisabonská byla povýšena na patriarchát. Diecéze byly znovu sjednoceny v roce 1740 i vzhledem k tomu, že východní lisabonská diecéze nebyla nikdy obsazena.